# George Ahlgren
Pour les articles homonymes, voir Ahlgren.
George Ahlgren, né le 16 août 1928 à San Diego et mort le 30 décembre 1951, est un rameur d'aviron américain.

## Carrière
George Ahlgren participe aux Jeux olympiques de 1948 à Londres et remporte la médaille d'or en huit, avec Ian Turner, David Turner, James Hardy, Ralph Purchase, Lloyd Butler, David Brown, Justus Smith et John Stack.